# Robert Szopa
Robert Szopa (ur. 28 kwietnia 1972 w Sosnowcu) – polski piłkarz, grający na pozycji napastnika, trener piłkarski.

## Kariera
Jest wychowankiem CKS Czeladź. W klubie tym rozpoczynał również seniorską karierę, co miało miejsce w 1992 roku. W styczniu 1995 roku przeszedł z tego klubu do pierwszoligowego Rakowa Częstochowa. W lidze zadebiutował w barwach tego klubu 11 marca 1995 roku w przegranym 0:1 meczu z GKS Katowice. Po rozegraniu 27 meczów ligowych, w styczniu 1997 roku został zawodnikiem Wisły Kraków. W klubie tym grał pół roku, po czym wrócił do Rakowa Częstochowa, gdzie w sezonie 1997/1998 w 21 meczach strzelił sześć goli. W 1998 roku przeszedł do niemieckiego FC Gütersloh. W sezonie 1998/1999 z powodu kontuzji zagrał w barwach tego klubu tylko jeden mecz ligowy. W klubie tym rozegrał w sumie sześć ligowych meczów i w 1999 roku odszedł z FC Gütersloh. W 2000 roku na zasadzie wolnego transferu przeszedł do Włókniarza Kietrz, chociaż otrzymał również ofery gry od GKS Katowice i Ruchu Radzionków. We Włókniarzu rozegrał dwa mecze i z powodu odnawiającej się kontuzji w styczniu 2001 zakończył karierę zawodniczą.
Po zakończeniu kariery piłkarskiej był trenerem juniorów, a także drugim trenerem Górnika Piaski. Trenował także APN Czeladź.

## Statystyki ligowe
| Sezon         | Klub              | Liga          | Mecze | Gole |
| ------------- | ----------------- | ------------- | ----- | ---- |
| 1992/1993     | CKS Czeladź       | III liga      | ?     | ?    |
| 1993/1994     | CKS Czeladź       | III liga      | ?     | ?    |
| 1994/1995 (j) | CKS Czeladź       | III liga      | ?     | ?    |
| 1994/1995 (j) | Raków Częstochowa | I liga        | 7     | 0    |
| 1995/1996     | Raków Częstochowa | I liga        | 14    | 2    |
| 1996/1997 (j) | Raków Częstochowa | I liga        | 6     | 0    |
| 1996/1997 (w) | Wisła Kraków      | I liga        | 16    | 5    |
| 1997/1998     | Raków Częstochowa | I liga        | 21    | 6    |
| 1998/1999     | FC Gütersloh      | 2. Bundesliga | 1     | 0    |
| 1999/2000 (j) | FC Gütersloh      | Regionalliga  | 5     | 0    |
| 2000/2001 (j) | Włókniarz Kietrz  | II liga       | 2     | 0    |